# 山區蘇維埃社會主義自治共和國
山区苏维埃社会主义自治共和国（羅馬化：Gorskaya ASSR）是一个存在于1921年1月20日至1924年7月7日苏俄北高加索地区的一个短命的自治共和国。

## 简介
该共和国的前身北高加索山区共和国在1917年俄国革命后由当地民族在库班州和捷列克州的部分地区建立；不过，在俄国内战期间红军征服北高加索，苏维埃的统治确立，前共和国也因此成为俄罗斯苏维埃联邦社会主义共和国的一部分。山区苏维埃社会主义自治共和国的疆域超过73,000平方（28,000平方英里），且人口有着大约80万人。它包含6个区域（okrug）：巴尔卡尔区（Balkar Okrug）、车臣区（Chechen Okrug）、卡巴尔达区（Kabardian Okrug）、卡拉恰伊区（Karachay Okrug）、纳兹兰区（Nazran Okrug，位于印古什共和国）和弗拉季高加索区（Vladikavkaz Okrug，位于奥塞梯），两座城市：格罗兹尼和弗拉季高加索。除此之外，还向捷列克哥萨克人提供了自治权，孙扎哥萨克区（Sunzha Cossack Okrug），包括一块位于印古什北部的巨大飞地，和一个与格罗兹尼接壤的小国（即Zygii）
山区苏维埃社会主义自治共和国并未维持领土完整太久。早在1921年9月1日，卡巴尔达区就从山区苏维埃社会主义自治共和国中分离出来，独立为卡巴尔达自治区，且直接隶属于苏俄。之后的1922年1月12日，卡拉恰伊区独立为卡拉恰伊自治区；巴尔卡尔区也独立为巴尔卡尔自治区。紧接着1922年11月30日，车臣区也独立为车臣自治区。
根据全俄罗斯中央执行委员会的法令，山区苏维埃社会主义自治共和国剩余的全部领土都被分割成北奥塞梯自治州和印古什自治州。在1924年10月17日北高加索边疆区成立前，孙扎哥萨克区和弗拉季高加索区都直接隶属于全俄罗斯中央执行委员会，但在此边疆区成立后，包括这两个地区以及此前创立的全部苏联自治共和国都不再隶属于全俄罗斯中央执行委员会。
在19世纪，这片地区最好的土地都被分配给了哥萨克、俄罗斯和乌克兰的军事殖民者，而许多的当地人却被赶到山上。在1920年，苏维埃政府决定驱逐捷列克哥萨克人，并把他们的农场给当地人。总计34637的人被驱逐到了弗拉季高加索，阿尔汉格尔斯克和顿巴斯。数以百计的当地家庭后来都成为了苏维埃政府的支持者。在1921年1月，重新安置哥萨克人的决定被迫停止，其中一些家庭回来并占据了废弃的农场，而沙皇时代的人口稠密的军事殖民点被永远从北高加索地区清除，因此当地人便可以自由的占据当地的山谷的沃土。据统计，1882年，有24.4%的印古什人居住在大山里，而到了1924年仅有2.1%。
冷战期间，许多西方的历史学家认为山地国家的解体，是苏联政府为削弱高加索人并维持莫斯科对他们的统治，而采取的分而治之的策略。而20世纪90年代公开的苏联档案显示情况并非如此。共和国的解体开始于1921年3月，即建国仅两个月后，卡巴尔达的领导人表达了关于成为该共和国一部分的不满，同时指出卡巴尔达人和其他山地国家的人们缺乏经济上的联系。从1921年4月到6月，卡巴尔达召开了一场代表大会，大会共有140名代表，而只有28名是布尔什维克，绝大多数代表表示不仅要成立一个自治州，而且还要求自治共和国的地位。斯大林不得不同卡巴尔达的领导人进行关于申请苏联加盟共和国地位的谈判。

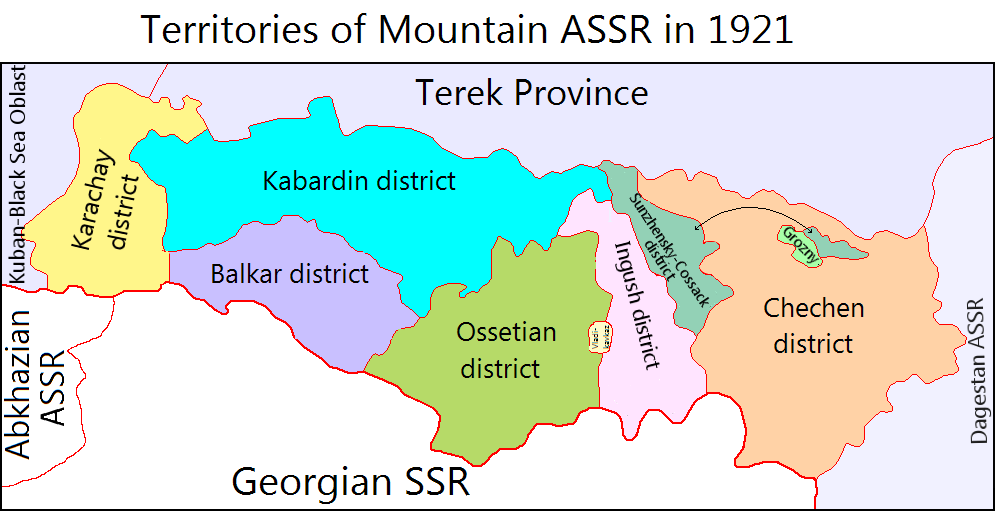
山区苏维埃社会主义自治共和国的地图，"okrugs"标记为"districts".